# Mareades
Der Syrer Mareades (auch Mereades, Mariades, Mariadnes oder Cyriades) war offenbar in den 50er Jahren des 3. Jahrhunderts n. Chr. in die persischen Überfälle auf römisches Territorium verwickelt. Die Berichte über ihn sind allerdings widersprüchlich, selbst die genaue Schreibweise seines Namens ist unklar.

## Lebensbeschreibungen
Der byzantinische Chronist Johannes Malalas (490–570) erwähnt ein Mitglied des Stadtrats der zum römischen Reich gehörenden syrischen Metropole Antiochia namens Mariades, das wegen Unregelmäßigkeiten bei der Organisation von Wagenrennen aus dem Rat ausgeschlossen wurde. Mariades soll Gelder veruntreut haben, die für das Hippodrom der Stadt vorgesehen waren. Er floh daraufhin nach Persien und versprach dem persischen Großkönig Schapur I. Unterstützung bei einem Angriff auf seine Heimatstadt, der Malalas zufolge im Jahr 314 der antiochenischen Ära (= 265/66) auch stattfand. Mariades wurde anschließend von den Persern als Verräter an seinem eigenen Land hingerichtet.
Der spätantike Geschichtsschreiber Ammianus Marcellinus (330–395) erwähnt in einem Exkurs über einen persischen Überraschungsangriff auf Antiochia, der während der Regierungszeit des Gallienus (253–268) stattfand, einen gewissen Mareades. Dieser soll von den Antiochenern bei lebendigem Leibe verbrannt worden sein, weil er die Truppen Schapurs auf römisches Territorium geführt und so die Zerstörungen in Antiochia mitverschuldet hatte.
Der Anonymus post Dionem, ein namentlich nicht bekannter Autor, der das Geschichtswerk des Cassius Dio weiterführt, behandelt in einem Fragment offenbar dieselbe Person, nennt sie allerdings Mariadnes. Sein Bericht ähnelt dem des Ammianus Marcellinus, ihm zufolge blieben aber viele Antiochener in der Stadt, obwohl sie vom bevorstehenden Angriff der Perser wussten. Sie sollen Mariadnes gegenüber positiv eingestellt gewesen sein und von ihm eine Verbesserung ihrer Lage erwartet haben.
Auch die Sibyllinischen Orakel, eine Sammlung von Prophezeiungen, die allerdings meist nach den darin vorhergesagten Ereignissen niedergeschrieben wurden, berichten möglicherweise über Mareades. Sie verknüpfen sein Auftreten mit dem Tod des römischen Kaisers Decius (249–251) im Kampf gegen die Goten:
Dann wird ein schlauer und arglistiger Mann kommen, ein Brigant, der aus Syrien auftaucht, ein obskurer Römer [Mareades], und er wird verräterisch gegen das kappadokische Volk [die Bewohner der Provinz Kappadokien] ziehen und unersättlich im Krieg, es belagern und bedrängen. Dann wird er nach euch, Tyana und Mazaka [Caesarea], greifen und ihr werdet versklavt und euren Hals unter sein Joch halten. Und Syrien wird tote Männer beklagen und Selene wird die Heilige Stadt [wohl Hierapolis Bambyke] nicht retten. Wenn der schnellfüßige Mann [Mareades] durch Sura aus Syrien flieht, auf der Flucht vor den Römern über die Fluten des Euphrat, nicht länger den Römern ähnlich, sondern den anmaßenden pfeileschießenden Persern, dann wird der König der Italiker [Decius] im Kampf fallen, gemartert mit glühendem Eisen, in völligem Chaos. Und seine Söhne werden mit ihm vernichtet werden.
Mareades wird in diesem Orakel, das vermutlich dem Umfeld der jüdischen Gemeinde von Alexandria zuzuordnen ist, geradezu als Verkörperung des Bösen dargestellt. Sein prorömisch eingestellter Verfasser war offenbar Zeuge der beschriebenen Ereignisse, es ist aber davon auszugehen, dass er das Ausmaß der von Mareades angerichteten Zerstörungen übertreibt.
Die Historia Augusta, eine spätantike Sammlung, die Biografien der Kaiser von Hadrian bis Numerian enthält, ordnet Mareades, den sie Cyriades nennt (ein Wortspiel mit der griechischen Form seines Namens), den Dreißig Tyrannen zu, dreißig Usurpatoren, die sich angeblich gegen Kaiser Gallienus erhoben. Die Lebensbeschreibung in der Historia Augusta wartet mit einigen Details auf, die sich aufgrund der schlechten Quellenlage kaum verifizieren lassen:
Dieser Mann, reich und von hoher Geburt, floh vor seinem Vater Cyriades, als er wegen seiner Exzesse und seiner Verschwendungssucht zu einer Bürde für den alten Mann geworden war. Nachdem er ihm einen Großteil seines Goldes und eine große Menge Silber geraubt hatte, floh er zu den Persern. Er wurde ein Verbündeter König Sapors [Schapurs I.] und drängte ihn, Krieg gegen die Römer zu führen. Er brachte erst Odomastes [Schapurs Sohn Hormizd] und dann Sapor selbst auf römisches Gebiet. Durch die Eroberung Antiochias und Caesareas gewann er für sich den Caesarentitel. Dann, als er zum Augustus [und damit zum Gegenkaiser] ausgerufen worden war und der ganze Orient aus Angst vor seiner Stärke und seinem Wagemut zitterte und er außerdem seinen Vater getötet hatte (was einige Historiker leugnen), kam er zu der Zeit, als Valerian auf dem Weg in den Perserkrieg war, aufgrund des Verrats seiner Gefolgsleute zu Tode.
Aufgrund des großen zeitlichen Abstandes der Historia Augusta zum Geschehen und der Neigung ihres Verfassers, Wahres und Erfundenes zu vermischen, ist es allerdings fraglich, ob Mareades tatsächlich als Gegenkaiser bezeichnet werden kann. Es ist aber eher unwahrscheinlich, dass er den Kaisertitel führte oder von den Truppen zum Augustus ausgerufen wurde.
Auch die moderne Altertumswissenschaft hat über die Person des Mareades keine Klarheit geschaffen. Einige Forscher sehen in ihm das Oberhaupt einer perserfreundlichen oder romfeindlichen Partei in Antiochia, die sich in der Regierungszeit des Philippus Arabs (244–249) bildete, während andere sogar die Existenz einer solchen Partei bezweifeln. Hartmann deutet Mareades als römischen Überläufer, der von den Sassaniden nach der Niederlage Valerians als Satrap in Antiochia eingesetzt wurde. Nach dem persischen Rückzug wurde er als Usurpator bzw. Verräter von den Antiochenern hingerichtet.